# Lancair 200
Die Lancair 200 ist ein einmotoriges und zweisitziges Selbstbauflugzeug des amerikanischen Herstellers Lancair International.

## Geschichte
Die Lancair 200 wurde 1985 von Lance Neibauer vorgestellt. Neibauer wollte ein schnelles und wirtschaftliches Reiseflugzeug für eine Besatzung von zwei Erwachsenen bauen. Des Weiteren sollte die Maschine über gutmütige Flugeigenschaften verfügen. Für den Antrieb verwendete er einen Continental O-200 mit einer Leistung von 100 PS (74 kW).

## Konstruktion
Die Lancair 200 ist ein zweisitziger Tiefdecker. Der Rumpf besteht aus glasfaserverstärktem Kunststoff. Das Flugzeug ist mit einem einziehbaren Fahrwerk ausgerüstet.

## Versionen
Lancair 200
Angetrieben von einem Continental O-200

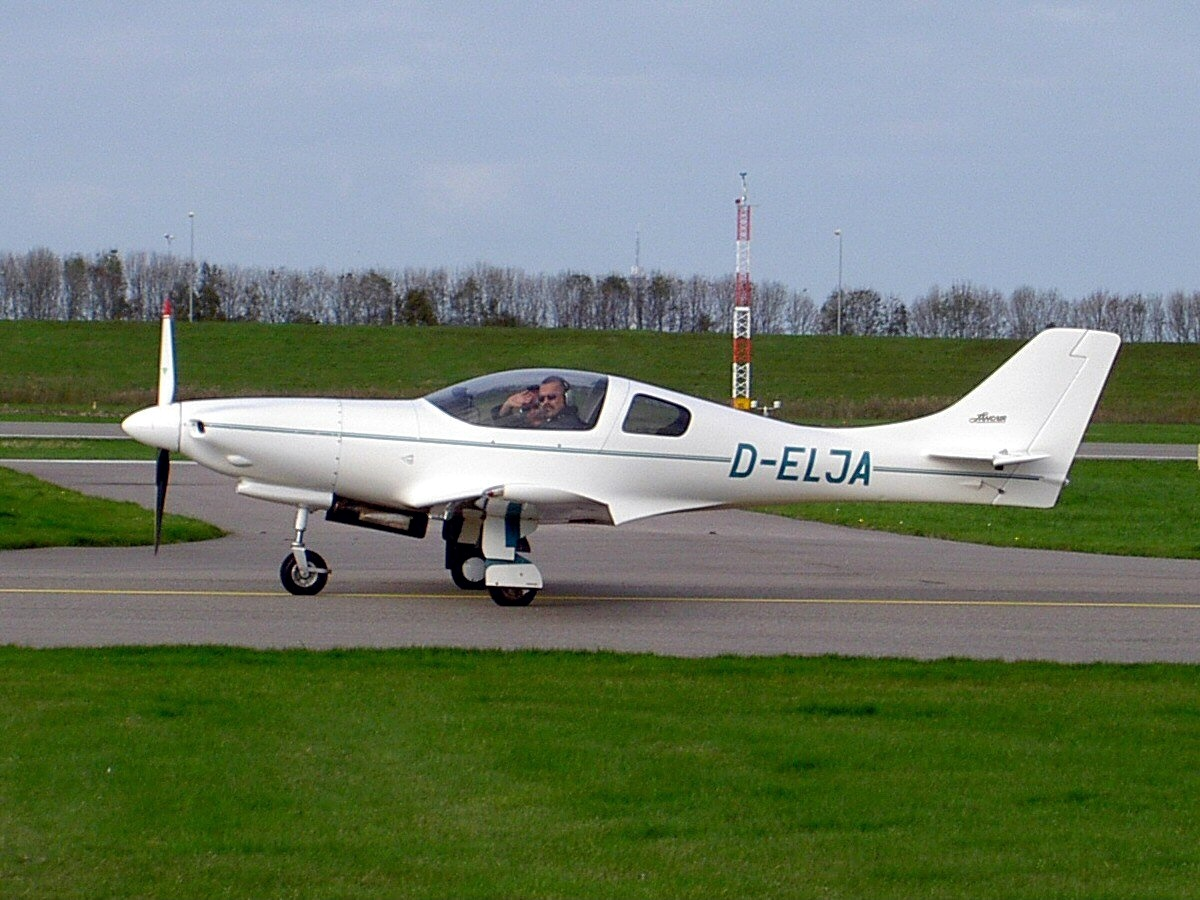
Lancair 235
Angetrieben von einem Lycoming O-235
Lancair 320
Angetrieben von einem Lycoming O-320, modifiziertes Heck zur Behebung von Stabilitätsproblemen aufgrund des größeren Motors
Lancair 360
Angetrieben von einem Lycoming O-360, modifiziertes Heck zur Behebung von Stabilitätsproblemen aufgrund des größeren Motors

## Zwischenfälle
- Am 4. September 2010 ließ sich das einziehbare Fahrwerk im Endanflug nicht ausfahren. Der Pilot setzte das Flugzeug neben der Landebahn im Gras auf und blieb unverletzt.[2]
- Am 16. Oktober 2011 verlor ein 40-jähriger Pilot aus ungeklärter Ursache zehn Minuten nach dem Start am Flugplatz Itzehoe die Kontrolle über sein Flugzeug. Die Maschine stürzte aus einer Höhe von etwa 1400 Fuß ab und prallte fast senkrecht auf dem Boden auf. Die beiden Insassen wurden bei dem Unfall getötet und das Flugzeug wurde vollständig zerstört.[3]

## Technische Daten

Dreiseitenansicht Lancair 200/235

| Kenngröße                 | Lancair 200       | Lancair 235    | Lancair 320     | Lancair 360     |
| ------------------------- | ----------------- | -------------- | --------------- | --------------- |
| Besatzung                 | 1                 | 1              | 1               | 1               |
| Passagiere                | 1                 | 1              | 1               | 1               |
| Länge                     | 6 m               | 6 m            | 6,4 m           | 6,4 m           |
| Spannweite                | 7,16 m            | 7,16 m         | 7,16 m          | 7,16 m          |
| Höhe                      | 1,85 m            | 1,85 m         | 1,85 m          | 1,85 m          |
| Flügelfläche              | 7,06 m²           | 7,06 m²        | 7,06 m²         | 7,06 m²         |
| Flügelstreckung           | 7,3               | 7,3            | 7,3             | 7,3             |
| Leermasse                 | 295 kg            | 430 kg         | 476 kg          | 495 kg          |
| max. Startmasse           | 580 kg            | 665 kg         | 765 kg          | 765 kg          |
| höchstzulässige Belastung | 9 g / −4,5 g      | 9 g / −4,5 g   | 9 g / −4,5 g    | 9 g / −4,5 g    |
| Triebwerk                 | Continental O-200 | Lycoming O-235 | Lycoming O-320  | Lycoming O-360  |
| Leistung                  | 100 PS (74 kW)    | 115 PS (85 kW) | 160 PS (118 kW) | 180 PS (132 kW) |
| Reisegeschwindigkeit      | 167 kn            | 170 kn         | 195 kn          | 204 kn          |
| Höchstgeschwindigkeit     | 185 kn            | 210 kn         | 217 kn          | 226 kn          |